# Babette Michel
Babette Michel (* 1965 in Weimar) ist eine deutsche Ostafrika-Expertin und Hörfunk-Journalistin. Neben ihrer Arbeit für diverse Rundfunksender wurde sie bekannt durch ihre Auszeichnung mit dem Civis-Medienpreis 2001, Nominierungen für den Europäischen Medienpreis Prix Europa 2013 und 2014 und die Nominierung für den Deutschen Jazzpreis 2023.

## Leben und Schaffen
Michel besuchte bis 1983 die Friedrich-Schiller-Oberschule Weimar, wo sie das Abitur ablegte. An der Universität Leipzig studierte sie bis 1987 Afrikanistik und Anglistik mit Schwerpunkt Linguistik und Übersetzungswissenschaft in Swahili und Englisch. Gegen Ende des Studiums war sie als Dolmetscherin für Reisegruppen aus Tansania und Simbabwe tätig. Ihre Diplomarbeit verfasste sie zum Thema Die Entwicklung der Terminologie des Swahili im Bereich der Literaturtheorie.
Nach dem Abschluss des Studiums arbeitete sie von 1987 bis 1991 als Moderatorin, Reporterin und Redakteurin für Swahili bei Radio Berlin International in deren Ostberliner Afrika-Redaktion. Nach dessen Abwicklung war sie ca. 2 Jahre als Moderatorin und Redakteurin im Bereich Aktuelle Politik beim MDR 1 Radio Thüringen sowie beim Jugendradio DT 64 in Berlin tätig. Seit 1993 arbeitet sie als freiberufliche Hörfunk-Journalistin und Afrika-Expertin unter anderem für WDR 3, WDR 5, WDR Funkhaus Europa, Deutschlandfunk, MDR und BR. Bei der Afrika-Redaktion der Deutschen Welle war sie insbesondere 1993 bis 1996 häufig für Ostafrika-Themen in Swahili tätig.
Als Pressesprecherin betreute die Diplom-Afrikanistin 1995 das Internationale Tanz- und Folkfest Rudolstadt, das in jenem Jahr einen Südafrika-Länderschwerpunkt aufwies. Dorthin kehrte sie dann jährlich als WDR-Musikredakteurin und Moderatorin bei TFF-Aufzeichnungen und Livekonzerten zurück. Gelegentlich wurde und wird sie als Übersetzerin oder Dolmetscherin für Swahili tätig. Sie versteht und spricht teilweise weitere Fremdsprachen wie Spanisch, Russisch, Türkisch und Französisch.
Sie hat eine dreijährige Ausbildung als Atemtherapeutin und Bewusstseinstrainerin absolviert.
Für ihre bei WDR 3 in der Reihe „open Soundworld“ am 20. April 2001 ausgestrahlte Musik-Themensendung Sind Sie ein Rom oder Sinto, oder wie? erhielt sie im gleichen Jahr den Civis Medienpreis Leben in der kulturellen Vielfalt im Hörfunk-Bereich. 2013 landete Babette Michels Sendung "WDR 3 open Soundworld. Und die Freiheit in Europa. Heinz Ratz und Strom & Wasser feat. The Refugees" im Shortlisting des Europäischen Medienpreises Prix Europa. 2014 wurde sie mit der Sendung "WDR 3 open Soundworld. Zambia: Mapondo atemwa Mwasyuuka. Sounds of Tradition from the 13th Tonga Music Festival in Chikuni" für den Prix Europa in der Kategorie Radio Music nominiert. 2023 folgte eine Nominierung für den Deutschen Jazzpreis in der Kategorie "Journalistische Leistung" für die Sendung "Der südafrikanische Cellist und Komponist Abel Selaocoe" in Deutschlandfunk Kultur Einstand.
Als Hörfunk-Moderatorin arbeitete Babette Michel regelmäßig für die WDR 3-Sendung Musikkulturen, für WDR 3 Konzert, WDR 3 open Soundworld, WDR 3 Jazz & World, WDR 3 Konzert, WDR 3 Tonart, WDR 3 Jazz. Jeden Mittwoch stellt sie in WDR 3 open: World Themen aus dem Bereich der Global Music vor. Bei Funkhaus Europa moderierte sie seit 1998/99 die Sendungen Piazza, Cosmo, Globalista, World Live, 5 Planeten und Spirits. Seit 2008 präsentierte sie die WDR 3 Konzerte der Musikkulturen in der Rudolf-Oetker-Halle in Bielefeld und seit 2005 die Kölner Musiknacht im WDR 3 Konzert Spezial. Im Deutschlandfunk ist sie als Regisseurin und Musikredakteurin für die wöchentlichen Sendungen "Gesichter Europas" und "Sonntagsspaziergang" und als Autorin für das DLF-Feature sowie "Jazz Live" und "On stage" tätig.
Babette Michel hat zwei Kinder und lebt in Bergisch Gladbach.